# Max Theiler
Max Theiler (30. ledna 1899, Pretoria JAR – 11. srpna 1972, New Haven, Connecticut, USA) byl jihoafrický lékař a virolog.
V roce 1951 byl oceněn Nobelovou cenu za fyziologii a lékařství za vyvinutí vakcíny proti žluté zimnici.